# Liste der Stolpersteine in Zagreb

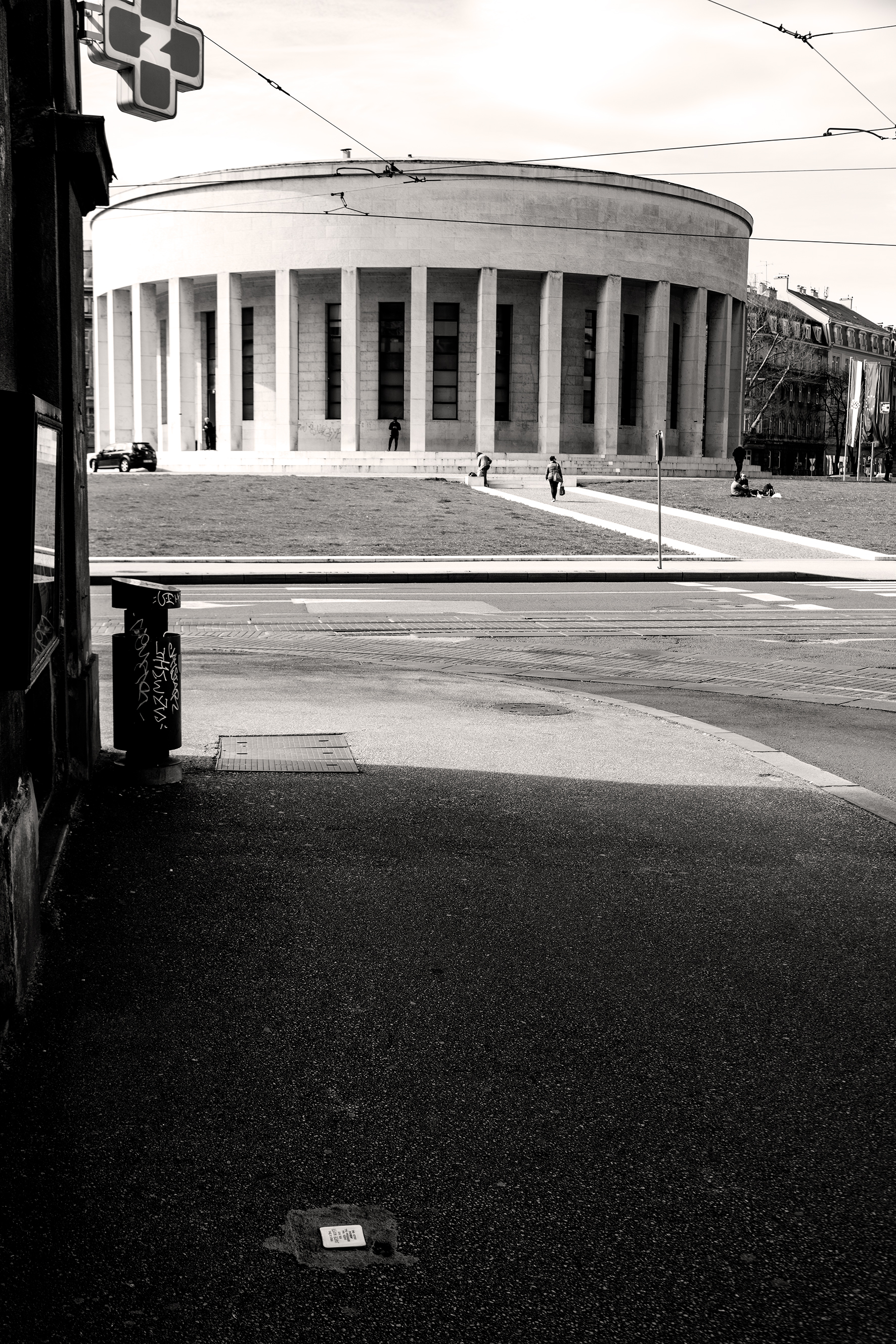
Stolperstein in Zagreb

Die Liste der Stolpersteine in Zagreb enthält die Stolpersteine, die vom Kölner Künstler Gunter Demnig in der kroatischen Hauptstadt Zagreb verlegt wurden. Stolpersteine erinnern an das Schicksal der Menschen, die von den Nationalsozialisten ermordet, deportiert, vertrieben oder in den Suizid getrieben wurden. Stolpersteine liegen im Regelfall vor dem letzten selbstgewählten Wohnsitz des Opfers. Der Name der Stolpersteine lautet auf Kroatisch: Kamen spoticanja.
Der erste Stolperstein in Zagreb wurde am 1. Oktober 2020 in Erinnerung an die kroatische Kinderschauspielerin Lea Deutsch verlegt.

## Verlegte Stolpersteine

### Für Opfer der Shoah
In Zagreb wurden 86 Stolpersteine für Opfer der Shoah verlegt. Aufgrund der COVID-19-Pandemie konnte Gunter Demnig bei den ersten Verlegungen nicht anreisen und die Stolpersteine wurden zunächst von den lokalen Organisatoren verlegt.
| Stolperstein | Übersetzung | Verlegeort               | Name, Leben |
| ------------ | --- | ------------------------ | --- |
|              | HIER WOHNTE VLADIMIR ANDRAŠEVIĆ GEB. 1891 VERHAFTET IM SEPTEMBER 1943 INTERNIERT SAVSKA CESTA, JASENOVAC ERMORDET IM MÄRZ 1945                                     | Sveti Duh 55             | Vladimir Andrašević (1891-1945) |
|              | HIER WOHNTE DRAGUTIN BROZ GEB. 1912 VERHAFTET IM APRIL 1942 INTERIERT IN VARAŽDIN, SAVSKA CESTA DEPORTIERT 1942 JASENOVAC ERMORDET 1942                            | Sokolgradska 76          | Dragutin Broz (1912-1942) |
|              | HIER WOHNTE VJEĆESLAV CVETKO GEB. 1909 VERHAFTET 7.9.1941 GEFÄNGNIS ZAGREB DOTRŠČINA ERMORDET 20.11.1941 RAKOV POTOK                                               | Hanuševa ul.             | Vjećeslav Cvetko (1909-1941) |
|              | HIER LEBTE LEA DEUTSCH GEB. 1927 INTERNIERT 1943 GEFÄNGNIS SAVSKA CESTA WESTBAHNHOF GESTORBEN MAI 1943 WÄHREND DES TRANSPORTS                                      | Gundulićeva 29           | Lea Deutsch, kroatisch Lea Dajč, wurde am 18. März 1927 in Zagreb geboren. Ihre Eltern waren der Rechtsanwalt Stjepan Deutsch und Ivka, geborene Singer. Sie hatte einen Bruder, Saša. Sie stand bereits mit fünf Jahren auf der Bühne und galt als „kroatische Shirley Temple“. Im Jahr 1941 konvertierte ihr Vater zum Katholizismus im Versuch sich und die Familie so vor dem Rassenwahn der Nazis zu retten. Es wurden Versuche unternommen die Familie zu retten, doch es misslang. Ein Untermieter im Haus ihrer Familie bot Lea Deutsch eine Scheinheirat an, um sie so vor der Deportation zu retten, doch Deutsch´s Mutter lehnte dieses Angebot auf Grund der Minderjährigkeit ab. Im Jahr 1943 wurde die Familie Deutsch deportiert. Lea Deutsch überlebte die Strapazen im Deportationszug nicht. Ihre Mutter und ihr Bruder wurden im Vernichtungslager Auschwitz ermordet. Ihr Vater konnte versteckt in einem Krankenhaus überleben. Der Stolperstein für Lea Deutsch war der erste Stolperstein Zagrebs. |
|              | HIER WOHNTE JAKOV DUGANŽIĆ GEB. 1905 VERHAFTET 1941 INTERNIERT IN SAVSKA CESTA, ĐORĐIĆEVA DEPORTIERT NACH STARA GRADIŠKA ERMORDET 1941                             | Crnatkova 14             | Jakov Dugandžić (1905-1941) |
|              | HIER WOHNTE IVAN FILJAK GEB. 1896 VERHAFTET 16.8.1941 INTERNIERT IN ĐORĐIĆEVA, PETRINJSKA, SAVSKA DEPORTIERT 1942 NACH STARA GRADIŠKA ERMORDET 11.4.1942           | Vrbnička 25              | Ivan Filjak (1896-1942) |
|              | HIER LEBTE SAŠA FRANK GEB. 1900 DEPORTIERT STARA GRADIŠKA ERMORDET 1941                                                                                            | Trg b. J. Jelačića 12    | Saša Frank wurde am 27. Januar 1900 in Zagreb geboren. Seine Eltern waren der Rechtsanwalt Geza Frank und dessen Frau Stehphie, geborene Kell. Saša Frank hatte zumindest zwei Geschwister, Hedda und Fedor (geboren 1907). Wie der Vater, wurde auch Saša Frank Rechtsanwalt, seine Ernennung erfolgte 1927. Zusätzlich war er Offizier in der jugoslawischen Armee. Er heiratete Stanka Hertmann, das Paar bekam drei Töchter: Branka, Dara und Vesna. Auf Grund eines Naheverhältnises zu Ante Pavelić, dieser hatte bei Geza Frank gelernt, fühlte sich die Familie Frank sicher, doch diese Sicherheit existierte nicht. Frank wurde mit anderen jüdischen Anwälten verhaftet und im KZ Kerestinec inhaftiert und von dort nach Stara Gradiška deportiert. Saša Frank verlor dort laut Zeugenaussagen an den Folgen von Erfrierungen. Laut der Aufschrift des Stolpersteines im Jahr 1941, laut seiner Schwester Hedda, verheiratete Klein, am 10. April 1942 im KZ Jasenovac. Seiner Frau gelang mit den drei Töchtern die Flucht in die Schweiz, sie überlebten. Zu seinen Eltern gibt es zwei verschiedene Aussagen. Laut Vladimir Baum, ein Neffe und Holocaustüberlebender, wurden Geza und Stephie Frank verhaftet und lebendig auf der Insel Pak unter Kalk begraben. Lauf Yad Vashem-Einreichungen seiner Schwester wurde Geza Klein 1941 im KZ Jasenovac erschossen, Stephie Frank wurde auf einem Boot ohne Ruder ausgesetzt. Seine Schwester überlebte die Shoah, sie machte Meldungen an Yad Vashem mit einer Wohnadresse in Israel. |
|              | HIER LEBTE MIROSLAV ŠALOM FREIBERGER NADRABIN GEB. 1903 DEPORTIERT 1943 AUSCHWITZ ERMORDET 1943                                                                    | Amruševa 8               | Miroslav Šalom Freiberger wurde am 9. Januar 1903 in Zagreb geboren. Seine Eltern waren Antun Freiberger und Anke, geborene Kaufmann. Er studierte in Berlin an der Hochschule für die Wissenschaft des Judentums und kehrte nach Zagreb zurück, wo er in verschiedenen Zeitschriften publizierte. Im Jahr 1929 wurde er zum Rabbiner ernannt und er trat noch im selben Jahr eine Stelle in Osijek an. Ab 1936 war er Rabbiner von Zagreb. Er befürwortete und organisierte die Flucht nach Palästina, blieb aber selber bei seiner Gemeinde. Er besuchte Gemeindemitgliedern in Konzentrationslagern, organisierte Rettungen. In der Nacht vom 2. auf den 3. Mai 1943 wurden er und seine Frau Irene, geborene Steiner, verhaftet. Am 5. Mai erfolgte seine Deportation mit dem letzten Deportationszug aus Zagreb, zusammen mit seinen Eltern und seiner Frau, in das Vernichtungslager Auschwitz. Am Eingang protestierte er gegen die unmenschliche Behandlung seiner Gemeindemitglieder. Miroslav Šalom Freiberger wurde am 8. Mai 1943 öffentlich ermordet. Seine Eltern und seine Frau wurden ebenfalls in Auschwitz ermordet. Sein Sohn Ruben konnte im Februar 1943 mit einer Gruppe Kinder über Budapest und Istanbul nach Palästina fliehen, ursprünglich hätten Miroslav Šalom Freiberger und seine Frau diese Gruppe begleiten sollen, entschieden sich aber, bei der Gemeinde zu bleiben. Ruben nannte sich später Reuven Yaron und wurde Komponist. Er fiel 1956 am Sinai im Zuge der Sueskrise. |
|              | HIER LEBTE RICHARD FUCHS GEB. 1887 DEPORTIERT 1943 STARA GRADIŠKA ERMORDET 1943                                                                                    | Martićeva 12             | Richard Fuchs wurde entweder 1885 oder 1887 in Đakovo geboren. Sein Vater war Jonas Fuchs und er hatte mehrere Geschwister, darunter Lavoslav, Ernst, Maksa und Felix. Richard Fuchs wurde Buchhalter und heiratete Margit(a) Politzer. Das Paar lebte in Koprivnica und bekam zwei Kinder, Nada (geboren 1922) und Zvonko (geboren 1923). Sein Bruder Maksa Fuchs war ein politisch aktiver Ultranationalist, auf Grund dessen wurde die Familie Fuchs nicht in den jüdischen Registern geführt, seine Anstellung verlor Richard Fuchs trotzdem und 1943 erfolgte die Verhaftung von ihm, seiner Frau und seiner Tochter. Richard Fuchs wurde nach Stara Gradiška deportiert und dort ermordet. Sein Sohn Zvonko wurde früher verhaftet und 1941 im KZ Jadovno ermordet, seine Frau und seine Tochter wurden 1945 im KZ Jasenovac ebenfalls ermordet. Auch fast alle seine Brüder und deren Familien wurden Opfer der Shoah. Sein Bruder Lavoslav konnte überleben. |
|              | HIER LEBTE ANNA GOLDSTEIN GEB. 1863 DEPORTIERT STARA GRADIŠKA ERMORDET 1942                                                                                        | Lopašićeva 5             | Anna Goldstein wurde 1863 geboren, ihr Vater hieß David. Sie wurde nach Stara Gradiška deportiert. Anna Goldstein wurde dort 1942 ermordet. |
|              | HIER WOHNTE JOSEFINA GRKOVIĆ GEB. 1900 VERHAFTET 15.7.1941 LAGER GOSPIĆ, JASTREBARSKO, DANICA JASENOVAC ERMORDET 14.4.1942 STARA GRADIŠKA                          | Krajiška 8               | Josefina Grković (1900-1942) |
|              | IN DIESER GEGEND WOHNTE MARIJA HABULIN GEB. 1912 VERHAFTET 13.8.1941 INTERNIERT IN ZLATAR, ZAGREB ERSCHOSSEN AM 11.9.1941 RAKOV POTOK                              | Trnje                    | Marija Habulin (1912-1941) |
|              | HIER LEBTE MARVO HERZOG GEB. 1871 DEPORTIERT 1943 AUSCHWITZ ERMORDET 1943                                                                                          | Ilica 114                | Mavro Herzog wurde am 9. Juni 1871 in Osijek geboren. Er hatte zumindest eine Schwester, Angelika. Herzog wurde Rechtsanwalt und hatte seine Kanzlei in der Krajiška Ulica. Zeitgleich schrieb er Artikel für das Agramer Tagblatt zu kulturellen Themen wie Theater, Musik und Literatur. Als er nach der Gründung des Unabhängigen Staates Kroatiens seine Vermögenserklärung machte, gab er an konvertierter Evangele zu sein. Dies rettete ihn nicht, 1943 wurde er zusammen mit seiner Schwester in das Vernichtungslager Auschwitz deportiert. Roman Herzog wurde dort im Mai 1943 ermordet. |
|              | HIER LEBTE EUGEN HOCHBERGER GEB. 1900 INTERNIERT GEFÄNGNIS PETRINJSKA UL. DEPORTIERT 1941 JASENOVAC ERMORDET                                                       | Kriška ulica 93          | Eugen Hochberger wurde 1900 in Slawonien geboren. Sein Vater war Kaufmann, es gab sechs weitere Kinder in der Familie. Er studierte und zog dann nach Zagreb, wo er eine Katholikin heiratete, mit der er zwei Töchter hatte, Mirit und Lea. Hochberger wurde von Nachbarn denunziert und von der Ustascha verhaftet, in Zagreb inhaftiert und schließlich in das KZ Jasenovac deportiert. Eugen Hochberger wurde dort im Oktober 1941 ermordet. |
|              | HIER WOHNTE ANTENOR JELČIĆ GEB. 1922 VERHAFTET IM SEPTEMBER 1941 INTERNIERT IN SAVSKA CESTA ERSCHOSSEN 6.12.1941 DOTRŠČINA                                         | Kačićeva 6               | Antenor Jelčić (1922-1941) |
|              | HIER LEBTE OTTO JUNGWIRTH GEB. 1898 VERHAFTET 22.7.1942 DEPORTIERT 1942 JASENOVAC ERMORDET 1943                                                                    | Trg P. Krešimira 19      | Otto Jungwirth |
|              | HIER LEBTE MIROSLAV JUHN GEB. 1897 DEPORTIERT 1941 JADOVNO ERMORDET AUGUST 1941                                                                                    | Boškovićeva 28           | Miroslav Juhn |
|              | HIER LEBTE ALEKSANDAR KLEIN GEB. 1924 DEPORTIERT 1941 JADOVNO ERMORDET 1941                                                                                        | Petrinjska 7             | Aleksandar Klein |
|              | IN ZAGREB WOHNTE NEVEN KIRAC GEB. 1921 VERHAFTET AM 26.8.1941 INTERNIERT IN ZAGREB ERSCHOSSEN 5.10.1942 DOTRŠČINA                                                  | Vodovodna 20             | Neven Kirac (1921-1942) |
|              | HIER LEBTE JULIO KOLLMAN GEB. 1872 VERHAFTET SEPTEMBER 1943 GEFÄNGNIS SAVSKA CESTA DEPORTIERT RAKOV POTOK ERMORDET 1943                                            | Petrinjska 7             | Julio Kollman |
|              | HIER LEBTE HUGO KON GEB. 1871 DEPORTIERT 1943 AUSCHWITZ ERMORDET 1943                                                                                              | Petrinjska 7             | Hugo Kon, eine Schule in Zagreb wurde nach ihm benannt. |
|              | HIER WOHNTE ALBIN KOVAČIĆ GEB. 1922 VERHAFTET 6.12.1941 INTERNIERT IN PETRINJSKA ERMORDET 12.6.1942 DOTRŠČINA                                                      | Podsusedski trg          | Albin Kovačić (1922-1942) |
|              | HIER WOHNTE MARIJAN KRAJAČIĆ GEB. 1905 VERHAFTET 13.8.1941 LAGER LEPOGLAVA, JASTREBARSKO, DANICA INTERNIERT IN ZVONIMIROVA ERMORDET AM 18.4.1942 IN STARA GRADIŠKA | Bijenička 9              | Marijan Krajačić (1905-1942) |
|              | HIER LEBTE ZORA MARIĆ GEB. 1895 INTERNIERT 19.1.1942 KRALJEVICA DEPORTIERT 1944 AUSCHWITZ ERMORDET 1944                                                            | I. G. Kovačića 37        | Zora Marić |
|              | HIER LEBTE JAKOB MAYER GEB. 1887 VERHAFTET 1942 DEPORTIERT 1942 JASENOVAC ERMORDET 1943                                                                            | Ulica kralja Zvonimira 2 | Jakob Mayer |
|              | HIER LEBTE JOSIP NEUMANN GEB. 1890 DEPORTIERT JASENOVAC GETÖTET 1942                                                                                               | Gundulićeva 7            | Josip Neumann (1890–1942) |
|              | HIER WOHNTE OZREN NOVOSEL GEB. 1913 VERHAFTET 1941 INTERNIERT 25.2.1942 JASENOVAC ERMORDET 1942                                                                    | Ulica Hrvoja Vukčića 3   | Ozren Novosel (1913-1942) |
|              | HIER WOHNTE MARICA PATAKI GEB. 1915 VERHAFTET 1941 INTERNIERT IN ZAGREB STARA GRADIŠKA ERMORDET AM 9.4.1945 IN LEPOGLAVA                                           | Podsusedska aleja 15     | Marica Pataki (1915-1945) |
|              | HIER LEBTE SIEGFRIED PERLBERG GEB. 1884 DEPORTIERT 1941 JASENOVAC ERMORDET 1941                                                                                    | Trg N. Š. Zrinskog 2     | Siegfried Perlberg |
|              | HIER WOHNTE KREŠO RAKIĆ GEB. 1919 VERHAFTET 1941 INTERNIERT IN ZVONIMIROVA, SING SING ERSCHOSSEN IM DEZEMBER 1941 RAKOV POTOK                                      | Vjekoslava Klaića 7      | Krešo Rakić (1919-1941) |
|              | HIER LEBTE BARICA RAZUM GEB. 1917 VERHAFTET 1941 ZAGREBER GEFÄNGNIS DEPORTIERT 1944 JASENOVAC ERMORDET                                                             | Krčelićeva 26            | Barica Razum (1917-1944/45) |
|              | HIER WOHNTE KATICA RUSEK GEB. 1895 VERHAFTET 20.10.1943 STARA GRADIŠKA JASENOVAC ERMORDET 1945                                                                     | Veprinačka 11            | Katica Ruseki (1895-1945) |
|              | HIER LEBTE MARIO SASSON GEB. 1906 VERHAFTET MAI 1943 DEPORTIERT 1943 AUSCHWITZ ERMORDET 1944                                                                       | Gajeva 2                 | Mario Sasson |
|              | HIER LEBTE MARGITA SCHLESINGER GEB. 1901 DEPORTIERT 1943 AUSCHWITZ ERMORDET 1944                                                                                   | Vlaška 26                | Margita Schlesinger |
|              | HIER LEBTE OLGA SCHLESINGER GEB. 1891 DEPORTIERT AUSCHWITZ ERMORDET 1942                                                                                           | Martićeva 5              | Olga Schlesinger |
|              | HIER LEBTE LAVOSLAV ŠIK GEB. 1881 INTERNIERT 6.9.1942 ZAGREBAČKI ZBOR DEPORTIERT 1942 JASENOVAC GETÖTET 1942                                                       | Amruševa 7               | Lavoslav Šik, auch Schick, war ein bekannter Zagreber Rechtsanwalt und Unternehmer. Er kam am 27. November 1881 in Wien zur Welt. Seine Eltern waren der früh verstorbene Unternehmer Adolf Schick (1851–1888) und Maria Schick-Hofmann geb. Rosenberger (geboren 1863). Er hatte drei Geschwister und drei Halbgeschwister. Šik besuchte das Gymnasium in Zagreb, studierte Rechtswissenschaften in Wien und Zagreb, 1906 promovierte er. Im Jahr 1905 war er Mitbegründer der kroatischen Journalistenverbandes und veröffentlichte in zahlreichen Publikationen und erhielt schließlich auf Anregung des damaligen Bürgermeisters Milan Amruš eine Ehrung auf Grund seiner „Verdienste um den kroatischen Oppositionsjournalismus“. Er kämpfte im Ersten Weltkrieg. Ab 1919 war er Vizepräsident der Jüdischen Gemeinde Zagreb. Als er unentgeltlich kroatische Soldaten vor Gericht verteidigte, die 1918 gegen das neugegründete Königreich der Serben, Kroaten und Slowenen demonstriert hatten, machte man Lavoslav Šik zum Vorwurf, dass er sich das Verbrechen der „separatistischen Orientierung“ zu eigen gemacht hätte und er wurde mit dem Tod durch Erschießen bedroht. Er kam aber frei. Šik war zweimal verheiratet, in erster Ehe mit Serena geb. Rosenthal. Das Paar bekam eine Tochter, Valeria (geboren 1905, später verehelichte Szöke), und einen Sohn, Adolf, der ebenfalls Rechtsanwalt wurde und später mit seinem Vater in einer Kanzlei arbeitete. In zweiter Ehe war er mit Ella geb. Friedrich verheiratet. Lavoslav Šik wurde mit seiner Familie in das KZ Jasenovac deportiert. Durch Bemühungen des Kardinals Alojzije Stepinac wurde Šik wieder freigelassen, kurz danach aber wieder interniert. Lavoslav Šik wurde am 2. Januar 1942 im KZ Jasenovac ums Leben gebracht. Auch erste Frau und Sohn wurden ermordet. Die zweite Frau konnte die Shoah überleben, vermutlich auch die Tochter. |
|              | HIER WOHNTE JOSIP VLAHOVIĆ GEB. 1916 VERHAFTET AM 22.8.1941 INTERNIERT IN ZAGREB RAKOV POTOK ERSCHOSSEN IM SEPTEMBER 1941 DOTRŠČINA                                | Tratinska 23             | Josip Vlahović (1916-1941) |

### Für Opfer des Porajmos

#### Kopfsteine
| Kopfsteine | Übersetzung | Verlegeort          | Name, Leben                  |
| ---------- | --- | ------------------- | ---------------------------- |
|            | AM 28. MAI 1942 WURDEN AUS DIESEM AREAL FOLGENDE ROMA-FAMILIEN DEPORTIERT JURKOVIĆ, UDOROVIĆ, ŠAJNOVIĆ, TOMAŠKO AUS DEN DÖRFERN DER WELT IN DAS LAGER JASENOVAC SCHICKSAL UNBEKANNT | Ninska Bahnhof      |                              |
|            | HIER LEBTEN DIE ROMA-FAMILIEN KOVAČEVIĆ, MALEKOVIĆ, MAROVIĆ, UDOROVIĆ DEPORTIERT 1942 IN DAS LAGER JASENOVAC SCHICKSAL UNBEKANNT                                                    | Brezovačka cesta 98 |                              |
|            | AM 28. MAI 1942 WURDEN AUS DIESEM AREAL 69 ROMA AUS FOLGENDEN FAMILIEN DEPORTIERT NIKOLIĆ, LAKATOŠ, ŠTEFANOVIĆ, MALEKOVIĆ, KOVAČEVIĆ, SAJNOVIĆ LAGER JASENOVAC SCHICKSAL UNBEKANNT  | Park 5. studenoga   | 69 mutmaßlich ermordete Roma |

#### Stolpersteine
| Stolperstein | Übersetzung                                                                                           | Verlegeort                     | Name, Leben                  |
| ------------ | --- | ------------------------------ | ---------------------------- |
|              | HIER LEBTE DIE ROMA-FAMILIE LAKATOŠ DEPORTIERT 1942 JASENOVAC SCHICKSAL UNBEKANNT                     | Trnava 6                       | Familie Lakatoš              |
|              | HIER LEBTE DER ROM JOSIP LAKATOŠ GEB. 1913 DEPORTIERT 1942 JASENOVAC SCHICKSAL UNBEKANNT              | Sunekova 135                   | Josip Lakatoš (1913-)        |
|              | HIER LEBTEN DIE ROMA-FAMILIEN LAKETUŠ UND NIKOLIĆ DEPORTIERT 1942 LAGER JASENOVAC SCHICKSAL UNBEKANNT | Slanovečka cesta 19            | Familien Laketuš und Nikolić |
|              | IN DIESER GEGEND LEBTE DER ROM BRANKO MALEKOVIĆ GEB. 1901 DEPORTIERT 1942 JASENOVAC ERMORDET 1942     | I. Resnik 48                   | Branko Maleković (1901-1942) |
|              | HIER LEBTE DIE ROMA-FAMILIE NIKOLIĆ DEPORTIERT 1942 JASENOVAC SCHICKSAL UNBEKANNT                     | Črešnjevec 86-88               | Familie Nikolić              |
|              | IN DIESER GEGEND LEBTE DIE ROMA-FAMILIE NIKOLIĆ DEPORTIERT 1942 JASENOVAC SCHICKSAL UNBEKANNT         | Mrkšina 42                     | Familie Nikolić              |
|              | HIER LEBTE DIE ROMA-FAMILIE NIKOLIĆ DEPORTIERT 1942 JASENOVAC SCHICKSAL UNBEKANNT                     | Črešnjevec 86-88               | Familie Nikolić              |
|              | HIER LEBTE DIE ROMA-FAMILIE NIKOLIĆ DEPORTIERT 1942 JASENOVAC SCHICKSAL UNBEKANNT                     | Vrapčanska 188                 | Familie Nikolić              |
|              | HIER LEBTE DER ROM BRANKO NIKOLIĆ GEB. 1900 DEPORTIERT 1942 JASENOVAC SCHICKSAL UNBEKANNT             | Granešina 1                    | Branko Nikolić (1900-)       |
|              | IN DIESER GEGEND LEBTE DER ROM ĐURO NIKOLIĆ GEB. 1920 DEPORTIERT 1942 JASENOVAC SCHICKSAL UNBEKANNT   | Marofska 1a                    | Đuro Nikolić (1920-)         |
|              | IN DIESER GEGEND LEBTE DER ROM JOSIP NIKOLIĆ DEPORTIERT 1942 JASENOVAC SCHICKSAL UNBEKANNT            | Opatovina 15                   | Josip Nikolić                |
|              | HIER LEBTE DER ROM MARKO NIKOLIĆ GEB. 1896 DEPORTIERT 1942 JASENOVAC SCHICKSAL UNBEKANNT              | Gračani 4a                     | Marko Nikolić (1896-)        |
|              | IN DIESER GEGEND LEBTE DER ROM MIJO NIKOLIĆ DEPORTIERT 1942 JASENOVAC SCHICKSAL UNBEKANNT             | Hrgovići 57a                   | Mijo Nikolić (1900-)         |
|              | IN DIESER GEGEND LEBTE DER ROM MILAN NIKOLIĆ GEB. 1925 DEPORTIERT 1942 JASENOVAC SCHICKSAL UNBEKANNT  | Mogilska 50                    | Milan Nikolić (1925-)        |
|              | HIER LEBTE DER ROM NIKOLA NIKOLIĆ GEB. 1929 DEPORTIERT 1942 JASENOVAC SCHICKSAL UNBEKANNT             | Isce 15 I                      | Nikola Nikolić (1929-)       |
|              | HIER LEBTE DER ROM ŠTEFAN NIKOLIĆ GEB. 1918 DEPORTIERT 1942 JASENOVAC DACHAU BEFREIT                  | Heinzelova ulica 66            | Štefan Nikolić (1918-)       |
|              | VON HIER STAMMTE MILAN ŠAJNOVIĆ GEB. 1905 DEPORTIERT 1942 JASENOVAC ERMORDET 1942                     | Ulica Ninska (vor dem Bahnhof) | Milan Šajnović (1905–1942)   |
|              | HIER LEBTE DIE ROMA-FAMILIE UGARKOVIĆ DEPORTIERT 1942 JASENOVAC SCHICKSAL UNBEKANNT                   | Sv. Mateja 93                  | Ugarković                    |

### Für Opfer des Widerstandes
| Stolperstein | Übersetzung | Verlegeort                 | Name, Leben                  |
| ------------ | --- | -------------------------- | ---------------------------- |
|              | IN ZAGREB WOHNTE JANKO GREDELJ GEB. 1916 AN DIESEM ORT GEFANGEN GENOMMEN AM 24.12.1941 GESTORBEN IM KRANKENHAUS VINOGRADSKA | Klaićeva 17                | Janko Gredelj (1916-1941)    |
|              | HIER STUDIERTE BORIS HANŽEKOVIC GEB. 1909 VERHAFTET 1944 INTERNIERT IN SAVSKA JASENOVAC ERMORDET 22.4.1945 IN PROBOJ        | Trg Republike Hrvatske 14  | Boris Hanžeković (1916-1945) |
|              | HIER WOHNTE DRAGICA HOTKO GEB. 1914 VERHAFTET AM 21.8.1941 INTERNIERT IN PETRINJSKA ERSCHOSSEN AM 11.9.1941 RAKOV POTOK     | Hrvatske bratske zajednice | Dragica Hotko (1914-1941)    |

## Verlegedaten

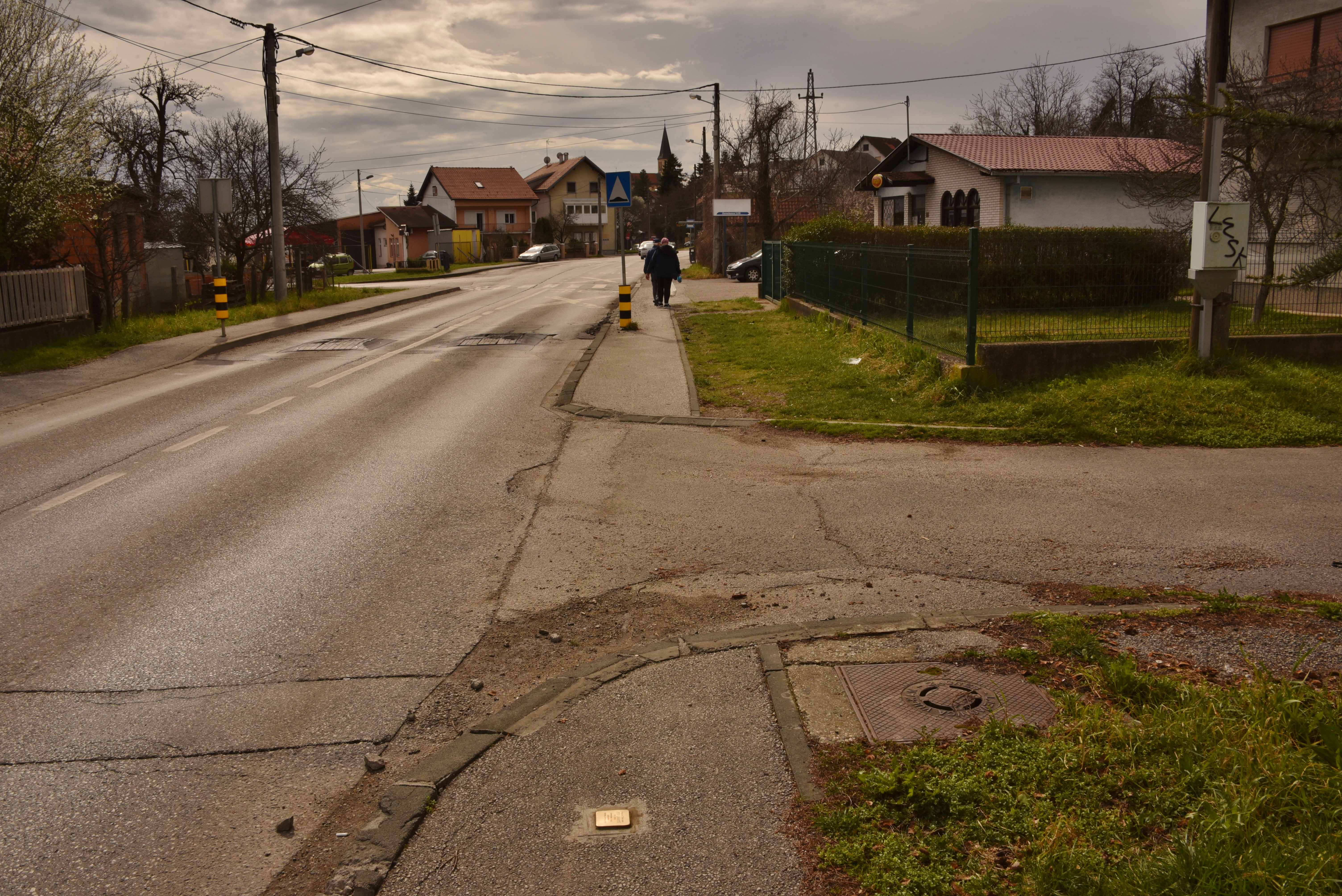
Eine Reihe von Stolpersteinen für Opfer aus der Volksgruppe der Roma finden sich in den Außenbezirken von Zagreb.

Das Projekt wurde vom Zentrum für Toleranz und das Gedenken an den Holocaust in Zagreb initiiert.
- 1. Oktober 2020: Amruševa 7 und 8, Gundulićeva 29[23]
- 5. Februar 2021: Amruševa 8 – Der Stolperstein für den Rabbiner Miroslav Šalom Freiberger wurde am 5. Januar 2021 zerstört, einen Monat später wurde ein neuer gesetzt.
- 5. November 2021: Park 5. studenoga